# 三面記事小説
『三面記事小説』（さんめんきじしょうせつ）は、角田光代による短編小説集。『別册文藝春秋』にて2006年3月号（262号）から2007年1月号（267号）まで連載され、2007年9月28日に文藝春秋より単行本として発売された。
新聞の社会面に小さな記事として掲載された実際にあった事件を元に、著者が新聞記事の向こう側を想像して描いたストーリーが集められており、単行本・文庫本いずれにも「この小説は実際の事件を発想の発端にしているが、フィクションであり事実とは異なる。」という但し書きがつけられている。また、各話の扉ページには構想の元となっている実際の事件の新聞記事の一部が出典と共に掲載されている。
2015年、短編「愛の巣」を原作としたテレビドラマが放送された。

## 収録作品
すべて『別册文藝春秋』に掲載された。扉ページで使用された新聞記事の出典を併記。
- 愛の巣（2006年3月号） - 三面記事：平成16年8月23日付読売新聞
- ゆうべの花火（2006年5月号） - 三面記事：平成17年9月15日付朝日新聞
- 彼方の城[1]（2006年7月号） - 三面記事：平成17年11月17日付中日新聞
- 永遠の花園（2006年9月号） - 三面記事：平成17年4月25日付読売新聞
- 赤い筆箱（2006年11月号） - 三面記事：平成4年3月5日付毎日新聞
- 光の川（2007年1月号） - 三面記事：平成18年2月3日付朝日新聞

## 『愛の巣』のあらすじ
結婚しているが子供はいないという共通点のある姉の美枝子からよく自宅へ招かれる房枝。しかし話題は決まって美枝子の夫・正文が浮気をしているのではないかというもので、今回は今年の春に正文の学校に来た新任の先生が怪しいということだった。内心うんざりする房枝だったが、これも美枝子の一種の憂さ晴らしなのだ、それで気分が晴れるならと割り切って話を聞いてやる。しかしそんな美枝子からパッタリと連絡がなくなり、気になって房枝から電話をかけても機嫌が悪いのか取りつく島もなく、交流は途絶える。3年後、房枝は夫の大志が昇進したこともあり、念願の庭付き一戸建てに住むため川崎に引っ越す。大志は多忙でなかなか家に帰らなくなっていたが、雑種犬も飼えて房枝は幸せだった。そこで一足先にマイホーム暮らしをしていた美枝子のことを思い出した房枝は、ケーキを手土産に美枝子の自宅を訪ねる。しかしそこにあったのは、青い屋根が錆びつき、ブロック塀にはトタンが積まれ、有刺鉄線まで張り巡らせてあるまるで要塞のような記憶とはだいぶ変わり果てた家だった。近隣住民から「気味が悪い」「変な薬品を庭にまいている」などの悪評も聞き、実際2階の窓から正文に「なんの用だ！」と怒鳴られた房枝は異様なものを感じるが、家から出てきた美枝子は房枝を喫茶店へと連れ出し、「私たちは2人で生きていくって決めたから」とだけ告げ、それ以上詳しいことを話そうとはしなかった。
ほとんど姉夫婦を思い出すことなく日々は過ぎ、ある日房枝は何気なく大志の携帯を手にとる。夫の身辺には色っぽいことが何もないと笑い合うつもりだったのに、意外にも大志は「何やってるんだ！」と大声で怒鳴った。何かあると確信し、探偵事務所に依頼。すると大志には26年の間交際している女性がいて、高校生になる子供までいたことが発覚する。しかし信じられない房枝は探偵事務所のでっちあげだと思い込もうとし、大志には今まで通り接し続ける。そんな中、美枝子から久しぶりに電話がかかってくる。区画整理で立ち退かなくてはならないから、茅ケ崎の少し先の方に引っ越すのだという。しかしその後、テレビにあの要塞が映り、正文が26年前の夏、同じ学校の女性教師を殺害し、美枝子の不在時に死体を持ち帰り床下の地中に埋めたものの、家が取り壊されることになったため発覚を恐れて自首したというニュースが流れる。房枝は、美枝子はこれを知っていたうえで死体の上で夫と暮らすことを選んだのだと確信し、それに対して幸せだったはずの自分は26年間も夫に他の居場所があることを知らなかったとのだと打ちのめされ、ショックを受ける。
房枝
食品メーカーに勤めていたが、2歳年下の大志と恋愛の末に3年前に結婚し、すぐ子供もできるだろうと結婚退職した。しかしいまだ妊娠する気配はなく、原因がわかるのが恐くて婦人科にも行けていない。姉には「ふーちゃん」と呼ばれている。団地暮らし。正文のことを以前から好きになれない。
大志
房枝の夫。課長補佐から課長へ昇進したのと同時にますます忙しくなり、家に帰ってくるのはいつも深夜。優しく、物事をいい方向に解釈する。
小林 美枝子
房枝の姉。家が新築なため、何かと房枝を自宅に呼びたがる。7年前に見合いの末に結婚したが、子供はいない。おとなしく穏やかだが、嫉妬深い面がある。
正文
美枝子の夫。学校職員。訛りがあって無愛想。美枝子とは年齢が離れている。ハンサムでもなく、洒落たことを言えるキャラでもないが、美枝子との結婚前、そして結婚後も1度浮気をして、実家に帰った美枝子に謝ったことがある。

## 書籍情報
- 単行本：文藝春秋、2007年9月28日、ISBN 978-4-16-326340-3
- 文庫：文春文庫、2010年9月3日、ISBN 978-4-16-767207-2、解説：市川真人

## テレビドラマ
2015年2月20日、短編「愛の巣」が『三面記事の女たち -愛の巣-』（さんめんきじのおんなたち あいのす）というタイトルでフジテレビ系「赤と黒のゲキジョー」にてテレビドラマ化された。主演はフジテレビの2時間ドラマは初主演となる田中麗奈。

### 製作
プロデューサーの新井順子は以前、同じ角田の著書『紙の月』のドラマ化をオファーしたことがあるが、その時はすでにNHKでの放送が決まっており、実際に原田知世主演で完成した作品を観て、「自分ならこうするのに」という悔しい気持ちとともに、新しい原田の表情を目の当たりにして驚いた面もあった。そこで今回の映像化をもちかける際、自分も主演女優の今までにない表情を引き出したいという思いがあり、原作にない別の人物を主人公とすることと、その主人公が原作の姉妹の隠された感情を暴いていくというサスペンスものとすることを原作者の角田に提案し、快諾を得ての製作決定となった。
脚本家は女性の心理を描くことに定評のある水橋文美江が選ばれ、演出は映画監督の廣木隆一が担当した。田中麗奈は原田美枝子や寺島しのぶら女優陣の中で主演をつとめることに「猛獣の中に飛び込んでる感じ」とプレッシャーを感じつつも、寡黙で自分の世界を持っているキャラクターにやりがいを感じ、監督の「芝居をしないで」という要求に悩みながらもトラウマを抱えた変わり者の長谷部章子を演じきった。

### あらすじ
町内会長をつとめる川口トヨの自宅が火事になり、焼け跡からトヨが遺体で見つかる。帝都新聞社の記者・長谷部章子もパートナーの桂木結平と共に取材に行き、現場にいた顔見知りの刑事・梨山里衣子から放火の可能性があると聞かされる。事件は三面記事として小さくしか扱われなかったが、夜にもかかわらず白い日傘をさしてトヨ宅が燃える様子を見ていた女性がいたことが気になっていた長谷部は取材を続け、その女性が塀が異様に高く有刺鉄線が張り巡らされ、監視カメラも多数ついた近所でも“異様”と有名な家に住んでいる小林美枝子という女性であり、火事の前にトヨと口論していたという事実をつかむ。その後、美枝子宅に押しかけた長谷部は庭にたくさんの石が並べてあることを確認するものの本人への取材は拒否されたため、代わりに離れて暮らす妹の江藤房江の家を訪れるが、家を建てた当時は姉妹間で交流もあり、飾っているものや置いているものも似ているものの、今はほとんど交流が無いと有益な話は聞けなかった。一方で梨山は美枝子の夫である小林正文から話を聞いたり、トヨ宅近くの防犯カメラの映像を洗い、そこに映っていた正文が勤める塾の学生・谷浦が怪しいと睨んでいた。そんな中、今度は小林宅が火事で全焼してしまう。ショックを受けて入院した美枝子が正文に「私また作るわ、愛の巣」と言っているのを聞いた長谷部は再び房江の元を訪れ、「愛の巣」が昔姉妹で見た燕の巣を意味することや、美枝子が房江に抱いたという嫉妬深いエピソード、そして正文が10年程前に同じ高校に勤めていた同僚の湯本美加と浮気をしていた疑惑があったことなどを聞き出す。そして長谷部は湯本が現在行方不明になっていることや、正文が高校時代の元教え子・荒井智博にお金を渡していることを突き止め、正文の専攻が考古学だと知り、小林宅の庭に石が並べられていることの意味に気づく。石の下を掘り起こすと湯本美加の白骨化した遺体が見つかり、正文も殺人を認め、そのことで荒川から脅迫されていたことなどを打ち明けた。また、梨山が目をつけた谷浦も放火したことを認めたため、事件は一件落着したかのように思われた。しかし谷浦が、トヨ宅に放火したのは自分をいじめていた同級生の家に放火したのを荒川に見られて脅迫されたからだが、その後小林宅に火をつけたのは白い日傘をさした女に同じように脅迫されたからだと話したことで、事件がまだ終わっていないことがわかる。そして事件の全容を考え直した長谷部は、美枝子が房江をうらやんでいたのではなく、真相は逆なのだということに気づく。

### キャスト
長谷部章子
演 - 田中麗奈
帝都新聞社の記者であり、通常はベテランがあたるとされる遊軍として活動している。ずけずけと相手の領域に踏み込み強引な取材で何度も問題を起こすため、どこの部署からも追い出されて社会部に来た。物が散乱した資料室を私物化してこもり、記事を書く。男の前で着替えることにも無頓着。仕事人間の変わり者で、「鉄の女」というあだなをつけられている。
18年前、浮気に激昂した母親・國原晃子がナイフで父親を何度も刺しているところを目撃してしまい、そのフラッシュバックに苦しんでいる。事件後はおば夫婦に引き取られ、苗字が國原から長谷部に変わった。事件のトラウマで「明日私も人を殺すかもしれない」という思いが拭いきれず、事件を起こしてしまう“あっち側”と事件を起こさず思いとどまる“こっち側”の境界線を知るために記者になったのではないかと梨山に言われている。
梨山里衣子
演 - 原田美枝子
警視庁多摩西警察署捜査一課の刑事。國原晃子を逮捕した時にその場にいたため、残された長谷部のことをずっと気にかけてきた。長谷部が記者になってからは情報交換するようになる。差し入れはいつもたこ焼き。気が合わない姉がいる。
桂木結平
演 - 千葉雄大
1週間前に帝都新聞社会部に配属になり、長谷部と行動を共にする新人。長谷部にいまだ名前を覚えられず、「君」と呼ばれる。父親は元政治部のスター記者だったため、デスクには「コネ入社」とからかわれる。
取材の過程で長谷部が「あなた、國原晃子さんの…」と現場の警察官に話しかけられたことや、長谷部がフラッシュバックに苦しむ様子を見て、1996年12月9日付の帝都新聞記事に長谷部の母親の記事が載っていることを調べ上げ、梨山に事件の真相を聞く。
小林美枝子〈42〉
演 - 寺島しのぶ
隣近所と折り合いが悪く、特に町内会長の川口トヨとは10年前に夏祭りの掃除当番を忘れたことをはじめとして頻繁に揉めていた。その頃から家にバリケードを張りはじめ、外を出る時は必ず白い日傘をさし、近所からは「白い日傘の女」と呼ばれていた。子供はいない。
小林正文
演 - 林泰文
美枝子の夫。神田の「育英塾」で塾講師をしている。以前は盟和学院高等学校の教師だった。考古学専攻。
荒井智博
演 - 柏原収史
町内会の役員で、川口トヨとも面識があった。高校時代は正文が担任のクラスにおり、その当時は「笠間智博」という名前だった。
國原晃子
演 - 蜷川みほ
長谷部の母。18年前、夫を殺して逮捕される。現在は出所しているが行方知れず。
木ノ浦
演 - 西村雅彦
帝都新聞社社会部のデスク。
江藤房江
演 - 板谷由夏
横浜市中区白山に住む美枝子の妹。子供はいない。
江藤大志
演 - 宅間孝行
房江の夫。表向きは房江と幸せな結婚生活を送っているが、実は橋本あゆみという女性との間に子供をもうけ、二重生活を送っている。
湯本美加
演 - 於保佐代子
10年前、正文と不倫をしていた盟和学院高等学校の同僚教師。妊娠したため堕胎するための金を正文に要求したところ、妊娠を喜んだ正文に「結婚しよう」と言われるが、祝福されない結婚は嫌だと拒否し、激昂した正文に首を絞めて殺される。
三井賢太郎
演 - 佐々木大介
梨山と共に行動する後輩刑事。
谷浦櫂人
演 - 池岡亮介
「育英塾」に通う学生。同級生にいじめられている。
その他
伊藤洋三郎、三坂知絵子、牧村泉三郎、朝倉さくら、山中章子、村山喜彦　ほか

### スタッフ
- 原作 - 角田光代「愛の巣」（文春文庫刊『三面記事小説』所収）
- 監督 - 廣木隆一[6]
- 脚本 - 水橋文美江、来島麦
- 音楽 - 遠藤浩二
- ロケ協力 - いわきフィルム・コミッション協議会、いわき市消防本部、いわき市役所、いばらきフィルムコミッション、ネクスト情報はましん　ほか
- 視覚効果・CG - 松本肇、COROHA.LLC
- 特殊効果 - パイロテック
- 操演 - ローカスト
- 美術協力 - JOYART、高津装飾美術
- 音響効果 - シネマサウンドワークス
- 取材協力 - 朝日新聞社、法科学鑑定研究所
- 制作管理 - The fool
- 企画 - 赤池洋文、高木明梨須
- プロデューサー - 新井順子（ドリマックス）[3]、浅野敦也（ドリマックス）
- 制作 - フジテレビ
- 制作著作 - ドリマックス

| フジテレビ系列 赤と黒のゲキジョー | フジテレビ系列 赤と黒のゲキジョー           | フジテレビ系列 赤と黒のゲキジョー  |
| 前番組                            | 番組名                                      | 次番組                             |
| --------------------------------- | ------------------------------------------- | ---------------------------------- |
| 黒い看護婦 （2015年2月13日）      | 三面記事の女たち -愛の巣- （2015年2月20日） | 魔法にかけられて （2015年2月27日） |